# Дяченко Юрій Валерійович
Юрій Валерійович Дяченко (2 червня 1982, Київ, СРСР) — український хокеїст, нападник.
Виступав «Торпедо-2» (Ярославль), «Беркут-Київ», ХК «Київ», «Нафтохімік» (Нижньокамськ), «Сибір» (Новосибірськ), «Нафтовик» (Леніногорськ), «Витязь» (Чехов), ХК «Дмитров», «Супутник» (Нижній Тагіл), «Динамо» (Мінськ).
У складі національної збірної України провів 27 матчів (9+8); учасник чемпіонатів світу 2006, 2008 (дивізіон 1) і 2009 (дивізіон 1). У складі молодіжної збірної України (U-20) учасник чемпіонатів світу 2001 (дивізіон 1).
Досягнення
- Чемпіон СЄХЛ (2001)
- Чемпіон України (2001, 2008, 2009).